# Jean Paulhan
Jean Paulhan   (Nimes, 2 de desembre de 1884 - París, 9 d'octubre de 1968) va ser un escriptor, crític literari i editor francès, director de la revista literària Nouvelle Revue Française de 1925 a 1940 i de 1946 a 1968. Va ser membre (escó 6, 1963–68) de l'Acadèmia Francesa.

## Biografia
El pare de Paulhan era el filòsof Frédéric Paulhan i la seva mare era Jeanne Thérond. De 1908 a 1910 va treballar com a professor a Madagascar, i més endavant va traduir poemes malgaixos al francès. Aquestes traduccions van atreure l'interès de Guillaume Apollinaire i Paul Éluard.
Va exercir com a secretari de Jacques Rivière a la Nouvelle Revue Française,fins al 1925, quan el va succeir com a editor de la revista. El 1935, ell, Henri Michaux, Giuseppe Ungaretti, Bernard Groethuysen i altres van idear una revista similar però de producció més luxosa, Mesures, sota la direcció de Henry Church.
Una de les seves obres de crítica literària més famoses va ser Les Fleurs de Tarbes ou La terreur dans les Lettres (1941), un estudi sobre la naturalesa del llenguatge en la ficció. Paulhan també va escriure diversos contes autobiogràfics.
Durant la Segona Guerra Mundial, Paulhan va dimitir del seu càrrec de director de la Nouvelle Revue Française i va recomanar Pierre Drieu la Rochelle com a successor seu. Com a membre actiu de la Resistència francesa, va ser arrestat per la Gestapo. Després de la guerra va fundar Cahiers de la Pléiade i el 1953 va rellançar Nouvelle Revue Française.
Paulhan va provocar controvèrsia oposant-se a la independència d'Algèria i donant suport a l'exèrcit francès durant la guerra d'Algèria, fet que va provocar una ruptura entre Paulhan i el seu amic Maurice Blanchot.
L'escriptora Anne Desclos va revelar que havia escrit la novel·la Història d'O com una sèrie de cartes d'amor al seu amant Paulhan, que havia admirat l'obra del marquès de Sade.